# João Lúcio Brandão
João Lúcio Brandão (Ouro Fino, Minas Gerais, 15 de abril de 1875 — Belo Horizonte, Minas Gerais, 10 de abril de 1948), foi um poeta, romancista, contista, jornalista e farmacêutico brasileiro.

## História
Renomado intelectual mineiro, é um dos autores do "Hino a Minas Gerais", que teve um grande número de execuções nas primeiras décadas do século XX nas instituições educacionais do Estado.
Filho de Martiniano de Paula Brandão e de Adelaide Augusta de Paiva Brandão, principiou seus estudos na cidade natal e, aos quinze anos, foi levado por um tio, oficial da Marinha, para Londres, onde ficou até 1892, estudando neste período na Sunny Hill School.
Voltou em seguida ao Brasil, onde fez seus estudos preparatórios em São Paulo. Formou-se em Farmácia pela Escola de Ouro Preto em 1895. Tentou a profissão no interior de Minas, estabelecendo-se em Santiago por curto período.
Rumou então para São Paulo, onde ingressou no jornalismo. Já antes havia trabalhado na Gazeta de Ouro Fino, que era dirigida por seu amigo Joaquim Pitaguary, e em outros jornais de Minas Gerais. 
Publicou, em 1903, seu primeiro e único de versos, Lápides. Posteriormente na Gazeta de Ouro Fino sai um romance de costumes intitulado A Corja, e a coletânea de contos Monólogos de Louco. 
Trabalhou então no Comércio de São Paulo ladeado por Eduardo Prado, Afonso Arinos, entre outros. 
Em 1909, obteve o cargo de inspetor técnico do ensino, em Minas, cargo que lhe facilitou o estudo e especialização em assuntos educacionais. Na essa época foi fundada, em Juiz de Fora, a Academia Mineira de Letras, sendo ele um de seus sócios-fundadores e titular da cadeira 24, cujo patrono é Bárbara Heliodora, para a qual escreveu trabalho em homenagem, que posteriormente foi publicado na Revista da Academia.
Em 1911, transferiu-se para Belo Horizonte, onde foi recebido por Artur Lobo e Azevedo Júnior, trabalhando com ambos na imprensa local. 
Foi nomeado em 1911 diretor de Contabilidade da Prefeitura Municipal de Belo Horizonte. Em 1912 publicou seu primeiro romance, Pontes & Cia., sobre costumes mineiros. Com esse livro concorreu ao prêmio Academia Brasileira, obtendo o segundo lugar, concedido pela comissão composta por Carlos de Laet, Salvador de Mendonça e Paulo Barreto. 
Em 1917, publicou seu segundo romance, Bom Viver. No ano seguinte iniciou uma série de livros didáticos, publicando neste ano O Livro de Elza e, com pequenos intervalos, Os Bonecos de Violeta, O Livro de Violeta, O Livro de Ildeu e O Livro de Zezé, todos nomes de seus primeiros filhos, respectivamente para o 3º, 2º, 4º e 1º ano escolares. Todos foram adotados nos grupos escolares de Minas e nas escolas públicas do Rio de Janeiro, então Distrito Federal, e também no Paraná e em Santa Catarina. Publicou ainda os livros de leitura As Minhas Férias e O Bom Semeador, pra o 2º e 3º anos das escolas rurais e aprendizados agrícolas, sendo estes também adotados nos estabelecimentos de ensino de Minas Gerais. 
No início dos anos 1920, participou da novela coletiva e folhetinesca O capote do guarda, publicado no antigo jornal Estado de Minas, que também contou com a participação de escritores como Carlos Góes e Aníbal Machado. 
Ocupou a presidência da AML entre 1927 e 1928, quando esta já havia se mudado para Belo Horizonte.
Em 1927, foi designado para ao cargo de secretário da Prefeitura Municipal, nele permanecendo até sua aposentadoria, em 1944. Ainda nesse ano, centenário dos cursos jurídicos, diplomou-se em Direito, concluindo o curso que havia iniciado em sua mocidade em São Paulo, sendo o orador da turma.
Em 1930, voltou à ficção com o romance A Flor de Uma Raça, de estudos e costumes sociais. Tomou parte, em 1939, do concurso instituído pelo ministério da Agricultura, com três obras para o curso das escolas rurais e aprendizados agrícolas, recebendo o primeiro prêmio com o livro Pá, Pé e o Papão, e recebendo duas menções honrosas a outros dois, Na Fazenda e Promissão. Foi o único concorrente a apresentar a série completa. Em 1944, foi publicada a segunda edição de Pontes & Cia.
Casou-se com Luísa de Fonseca Brandão, tendo com ela sete filhos. Faleceu a 10 de abril de 1948, cinco dias antes de completar 73 anos. Deixou duas obras inéditas, os infantojuvenis Malandrino e Aventuras do Grilo, o livro de leitura Promissão e Tião Barunda, romance concluído pouco antes de sua morte e dedicado ao amigo Amadeu de Queirós.
Posteriormente, seu nome foi dado à rua de entrada do bairro Veronez, na esquina com a avenida Delfim Moreira, em Ouro Fino, sua terra natal, sendo ainda homenageado em Belo Horizonte com outra rua, ou seja, Rua Doutor João Lúcio Brandão, situada no bairro do Prado.

## Obras
- 1903 Lápides, poesia;
- 1912 Pontes & Comp, romance e novela;
- 1917 Bom Viver, romance e novela;
- 1930 A Flôr de uma Raça, romance e novela;

## Referência
- COUTINHO, Afrânio; SOUSA, J. Galante de. Enciclopédia de literatura brasileira. São Paulo: Global; Rio de Janeiro: Fundação Biblioteca Nacional, Academia Brasileira de Letras, 2001: 2v.

1. ↑  LOYOLLA; CANÊDO; TEIXEIRA; SOUSA (org.) (2022). Modernismo periférico: poéticas do século XX (PDF). São Paulo: Todas as Musas. p. 155. ISBN 978-65-88543-65-8